# Pieve Ligure (stacja kolejowa)
Pieve Ligure (wł. Stazione di Pieve Ligure) – stacja kolejowa w Pieve Ligure, w regionie Liguria, we Włoszech. Znajdują się tu 2 perony. Jest obsługiwana przez pociągi regionalne. Według klasyfikacji RFI ma kategorię brązową.